# Geneviève de Galard
Geneviève de Galard   (9è districte de París, 13 d'abril de 1925 - Tolosa, 30 de maig de 2024) va ser una infermera francesa, especialista en transport i evacuació de ferits (convoyeuse de l'air) que es va fer coneguda per la seva tasca durant la batalla de Dien Bien Phu. Fou qualificada per la premsa francesa (a Hanoi i a la metròpoli) com «l'àngel del Dien Bien Phu» (l'ange de Dien Bien Phu).

## Infantesa i joventut
Geneviève de Galard va passar la infantesa a París. La Segona Guerra Mundial va obligar la seva família a traslladar-se de París a Tolosa de Llenguadoc. Va superar l'examen estatal per treballar com a infermera i finalment es va convertir en infermera de vol de la Força Aèria Francesa. Va ser enviada a la Indoxina francesa per sol·licitud pròpia i va arribar-hi el maig de 1953, en plena guerra entre les forces franceses i el Viet Minh.
Com a infermera de vol especialista en evacuacions (convoyeuse de l'air), va ser destinada a Hanoi i va fer vols d'evacuació de víctimes des de Pleiku. Després de gener de 1954, va estar en els vols que van evacuar les víctimes de les primeres setmanes de la batalla de Dien Bien Phu. Els seus primers pacients eren principalment soldats amb diverses malalties, però després de mitjan març, la majoria eren baixes de combat.

## Dien Bien Phu
Galard es va trobar atrapada a Dien Bien Phu el 28 de març de 1954 quan el C-47 del qual era infermera, va caure a causa de la boira. Els mecànics no van poder reparar l'avió al camp, i l'endemà, l'artilleria del Viet Minh va destruir el C-47 i va malmetre la pista d'aterratge fins a deixar-la inservible.
Galard es va oferir per treballar a l'hospital de campanya, com a l'única dona infermera de Dien Bien Phu. El comandant De Castries li va oferir una petita cel·la folrada amb tela de paracaigudes com a dormitori. En una carta, la seva mare va expressar el seu agraïment per la seva seguretat i va mencionar que ja no hi havia el risc que el seu avió s'estavellés. A l'hospital, va servir sota el comandament del doctor Paul Grauwin. Els homes del personal mèdic estaven inicialment inquiets per la seva presència, ja que no era només l'única infermera femenina de la base, sinó l'única dona francesa que hi havia, malgrat que sí hi havia altres dones, prostitutes algerianes i vietnamites dels Bordels Mobiles de Campagne (bordells mòbils de campanya), que aviat també van assumir tasques d'infermeria.
Galard va fer tot el possible en condicions molt poc sanitàries, reconfortant els moribunds i intentant mantenir la moral davant les baixes cada vegada més grans. Molts dels homes després van agrair els seus esforços. Finalment, va ser encarregada d'una habitació de quaranta llits per allotjar alguns dels ferits més greus.

### Legió d'honor
El 29 d'abril de 1954, Geneviève de Galard va ser distingida amb la Légion d´honneur (com a cavaller) i la Croix de Guerre TOE (Croix de guerre des théâtres d'opérations extérieurs), concedida pel general de Castries. L'endemà, durant la celebració anual de la Legió Estrangera Francesa (l'aniversari de la batalla de Camerone), de Galard va ser nomenada legionari honorari de primera classe, juntament amb el tinent coronel Marcel Bigeard, comandant del 6è Batalló de Paracaigudistes Colonials. Les tropes franceses de Dien Bien Phu van capitular el 7 de maig. No obstant això, el Viet Minh va permetre que Galard i el personal mèdic continuessin cuidant els ferits. Galard va rebutjar qualsevol tipus de cooperació.

### Alliberament
El 24 de maig, Geneviève de Galard va ser evacuada a Hanoi, parcialment en contra de la seva voluntat. Va ser la primera del personal mèdic en ser alliberada i es va convertir ràpidament en una sensació mediàtica, que va aparèixer a la portada del Paris Match aquella mateixa setmana.
Ja el 19 de maig, quan Galard encara era en captivitat, la congressista estatunidenca Frances P. Bolton va instar el Secretari d'Estat dels Estats Units, John Foster Dulles, a convidar la infermera francesa als Estats Units. Quan va arribar a la ciutat de Nova York al juliol, la va rebre l'alcalde Robert Wagner i una multitud de curiosos. La congressista Bolton la va presentar com a «símbol de la feminitat heroica en el món lliure» i es va celebrar una desfilada a Broadway en honor seu. Després va rebre una recepció a l'ajuntament. Després de desplaçar-se a Washington, DC en un avió de la Força Aèria dels Estats Units, va ser presentada davant la Cambra de Representants. El 29 de juliol de 1954, el president Dwight D. Eisenhower li va concedir la medalla de la llibertat durant una cerimònia a la Casa Blanca.